# Темпа Церінг
Темпа Церінг (тиб. བསྟན་པ་ཚེ་རིང་) (15 травня 1950, Тибет) — представник 14-го Далай-лами в Нью-Делі і член тибетського уряду в еміграції.

## Життєпис
У 1950 році він і його сім'я переїхали в Індію. Отримав середню освіту у домівців доктора Гремама в Калімпонгі, а потім отримав ступінь бакалавра. ступінь у Мадриському християнському коледжі в Мадрасі (Ченнай), Індія.
Він був обраний членом Центрального виконавчого комітету Конгресу тибетської молоді та його радником. У 1973 році він приєднався до тибетської державної служби в якості перекладача і секретаря офісу в поселенні Тилабського району Білакупе; з 1973 по 1974 рр. як чинник нижчого дивізії; з 1974 по 1980 рр. заступник секретаря Департаменту інформації та міжнародних відносин уряду Тибету у вигнанні, Центральна Тибетська Адміністрація; між 1981 і 1985 роками — заступником секретаря (а потім додатковим секретарем) в офісі Далай-лама XIV; з 1988 по 1990 рр. як додатковий секретар відділу будинку; як головний координатор в офісі Головного представника для п'яти населених пунктів у штаті Карнатака; з 1991 по 1999 рр. секретарем Департаменту інформації та міжнародних відносин.
У 2000 році тибетський парламент у вигнанні з переліку кандидатів, запропонованих Далай-ламою, обрав його на посаду міністра. Він мав портфель міністра для Міністерства внутрішніх справ, поки термін дії 11-го Кабміну не закінчився в 2001 році. Міністр Департаменту інформації та міжнародних відносин разом з представником Далай-лами в Нью-Делі. У 2007 році як представник Далай-лами в Нью-Делі.